# Región de Trnava
La región de Trnava (en eslovaco: Trnavský kraj, y en idioma húngaro: Nagyszombati kerület) es una de las ocho regiones administrativas (kraj) de Eslovaquia. Está situada en la parte occidental del país. 

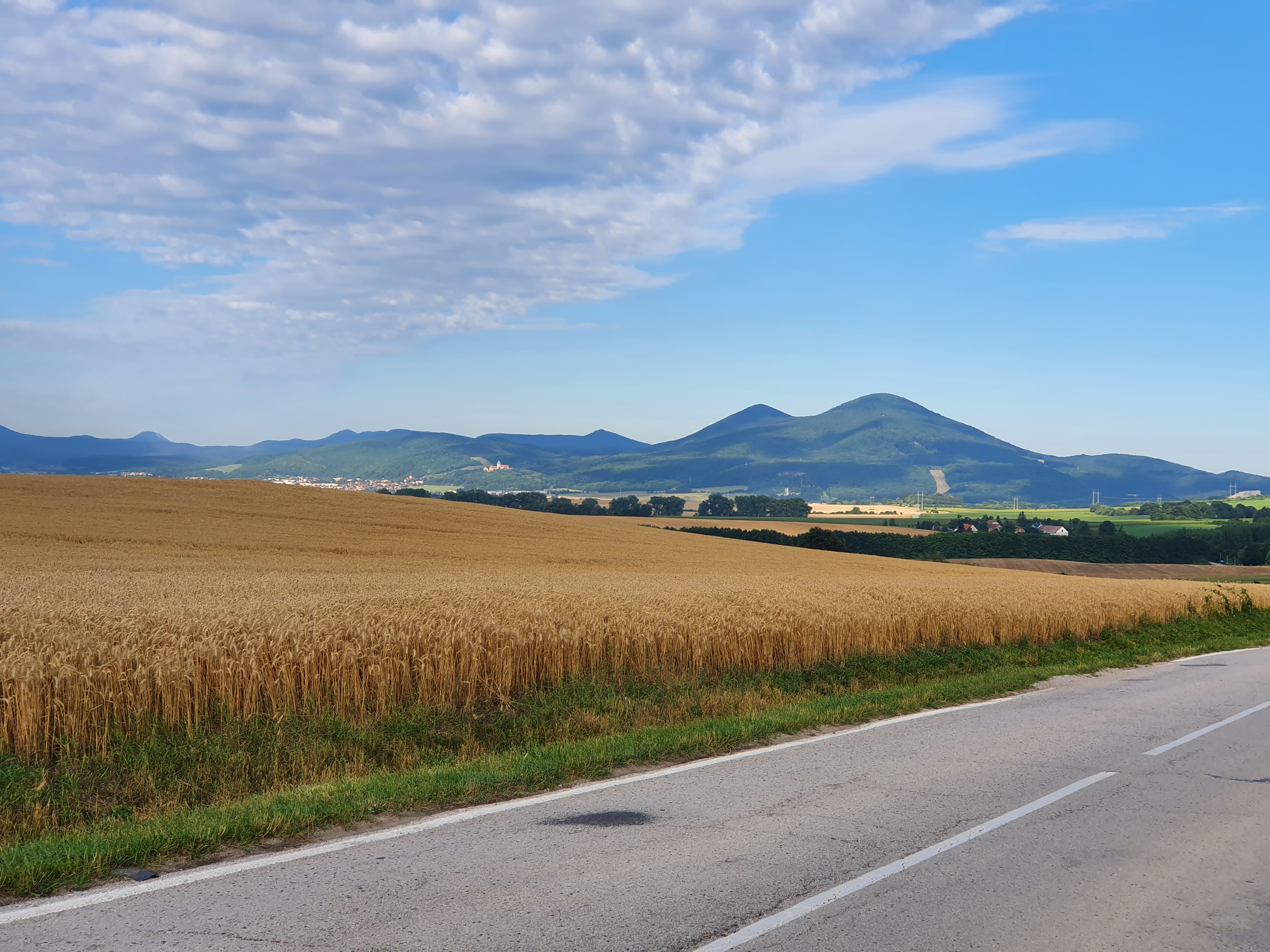
Paisaje en la región

Limita al sur con Hungría, al oeste con Austria y la región de Bratislava, al norte con la República Checa y al este con la región de Nitra y la región de Trenčín. 
La capital es la ciudad de Trnava. Otras ciudades importantes son Senica, Galanta, Piešťany, Dunajská Streda y Skalica. 
La región de Trnava se sitúa en la zona de los Pequeños Cárpatos y está atravesada por tres ríos: el Danubio, el Váh y el Morava. Su abundancia en recursos naturales hacen de la región de Trnava el área agrícola más importante de la nación. La región es famosa por su vino, su cerveza y sus fuentes termales. 
Además de eslovacos, en la región conviven dos importantes grupos étnicos, como húngaros y checos. La religión predominante en la región es la católica.

## Demografía
| Año        | 1994    | 2004    | 2014    | 2024    |
| ---------- | ------- | ------- | ------- | ------- |
| Población  | 547 173 | 553 198 | 558 677 | 565 900 |
| Diferencia |         | +1,10 % | +0,99 % | +1,29 % |

| Año        | 2023    | 2024    |
| ---------- | ------- | ------- |
| Población  | 566 114 | 565 900 |
| Diferencia |         | −0,03 % |

## Distritos

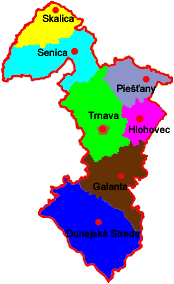
Distritos de la región de Trnava.

La región de Trnava se subdivide en 7 distritos (en eslovaco okresy):
- Distrito de Dunajská Streda
- Distrito de Galanta
- Distrito de Hlohovec
- Distrito de Piešťany
- Distrito de Senica
- Distrito de Skalica
- Distrito de Trnava

### Municipios
Cuenta con 250 municipios.